# Luo Li
Luo Li, (China) é uma ex-ginasta chinesa que competiu em provas de ginástica artística. 
Luo representou seu país durante a primeira fase do Campeonato Mundial de 1994, em Brisbane. Nele, superou a russa Svetlana Khorkina e conquistou a medalha de ouro nas barras assimétricas, pontuada com 9,912.